# الوسية (مسلسل)
مسلسل الوسية هو مسلسل اجتماعي انساني يعرض قصة حياة حقيقية للدكتور خليل حسن خليل. المسلسل قصة حقيقة لفلاح مصري عانى في عهد الباشاوات من الظلم والقهر والفقر ونهب الحقوق وناضل حتى أصبح دكتور في إحدى جامعات ألمانيا وهذا مالم يظهر في المسلسل حيث أنه كان من المفترض أن يكون هناك جزء ثاني باسم الوارثون. هذا الفلاح الدكتور هو خليل حسن خليل وهو كاتب الرواية الفريده بأجزائها الاربعة 

## أحداث المسلسل
تبدأ احداث المسلسل بالصبي خليل وهو عائد في غاية الفرح إلى منزله الريفي وذلك لحصوله على المركز الأول في الابتدائية على مستوى الشرقية، فيفاجأ بإن اثاث منزله تم الحجز عليه وهنا يعرف خليل حقيقة الواقع، وهو ان اباه الشيخ حسن خليل قد أسرف في أقراض الناس دون الحصول على إيصالات تثبت حقه، حتى آل به الحال إلى الفقر والأقتراض، وهنا تبدأ معاناة خليل في البداية يتعسر في اكمال دراسته لعدم امتلاكه المال الكافى ثم يذهب للعمل في الوسية حيث يلاقى الظلم والمهانة ومنها إلى الجيش وهكذا حتى ينجح في الجمع بين عمله في الجيش والدراسة فينهى الدراسة الجامعية ويذهب في بعثة للخارج.

## الجانب السياسي
يتعرض المسلسل للظلم مهما كان شكله. في البداية كان الظلم متمثلا في الخواجة (مصطلح يطلقه المصريون على الأجانب مالكي الاراضي والذين يعمل عندهم الفلاحين)هذا الذي أخذ ارض المصريين ثم يأمرهم أن يزرعوها بمقابل بخس لا يكاد يكفي أطعامهم. ثم بعد ذلك يتحدث عن الجيش وما به من ظلم، حيث أشار إلى جندي المراسلة (مصطلح يستخدم في الجيش المصري) وكيف أن دوره تغير وصار دوره هو خدمة الضباط بل وأسرهم أيضا، وكيف إن هذا ظلم للجنود ويساهم في انهيار معنوياتهم وقلة انتمائهم للمؤسسة العسكرية؛ لتحول دورهم من خدمة الوطن إلى خدمة الضباط.

## الجانب الأنسانى
يزخر المسلسل بالمشاهد الأنسانية المؤثر وسأذكر بعضها.
نبدأ بمشهد الجوع، عندما كان خليل وقريبه احمد لا يتناولان الطعام لمده يومين وذلك لإنهم لا يذهبوا حينها إلى المدرسة. وكيف إن سكان المنزل الذي يأويهم يعانون أيضا من الجوع.
الموقف الأنسانى الآخر هو شعور خليل بالحزن جراء عدم استطاعته ان يكمل تعليمه واشارت عمته له بذلك عندما اوضحت أن معرفة الناس بأن ابن اخيها جندي في الجيش مجلبة للعار، وكم كانت تتمنى ان يكون ضابط كأبنها حتى تتفاخر به، وهذا كان دافع خليل للعودة للدراسة وأثبات الذات.

## أجزاء أخرى
للقصة اجزاء أخرى (الوارثون -السلطنة) وهو يتحدث فيهما عن فترة حكم جمال عبدالناصر والسادات 

## طاقم التمثيل
- أحمد عبد العزيز
  - قام بالبطولة في مرحلة الطفولة: أحمد عزت
- محمود حميدة
- محمد الدفراوي
- محسنة توفيق
- شيرين
- حمدي أحمد

### الوجوه الجديدة
- عادل أنور
- سعيد عبد اللطيف
- يمن أحمد
- هاني كمال
- أحمد يوسف
- صبري فواز
- إبراهيم الأبيض
- طارق فاروق
- دياب عبد الرازق
- طارق لطفي - جمال صالح
- عزة الشريف
- جوى ربيع - ملكة الأعصر
- حمدي السخاوي
- محمد رياض
- حسان ضياء الدين
- مفيد عاشور
- أحمد خليل الشرقاوي
- يوسف حسين
- طاهر شمس الدين.

### الاطفال
- أحمد عزت
- عمر محمد علي
- شريف إدريس
- الحسيني حلمي
- سمر إمام
- نجلاء محمد علي
- هبة سيد
- إيناس الحليمي
- تيسير فتحي
- إيمان يسري
- إيمان محمد علي
- عزة فاروق
- لمياء فاروق

## فريق العمل
1. كلمات الأغاني: سيد حجاب
2. ألحان: ياسر عبد الرحمن
3. أغاني: محمد الحلو
4. تاريخ الإنتاج: 1990
5. إخراج: إسماعيل عبد الحافظ

## الحلقات
| الحقة | احداث الحلقة | رابط اليوتيوب |
| ----- | ------------ | ------------- |
| 1     |              |               |
| 2     |              |               |
| 3     |              |               |
| 4     |              |               |
| 5     |              |               |
| 6     |              |               |
| 7     |              |               |
| 8     |              |               |
| 9     |              |               |
| 10    |              |               |
| 11    |              |               |
| 12    |              |               |
| 13    |              |               |
| 14    |              |               |
| 15    |              |               |
| 16    |              |               |
| 17    |              |               |
| 18    |              |               |
| 19    |              |               |

## كلمات الشارة
كافة كلمات المسلسل كانت من تأليف الشاعر المصري سيد حجاب.
| , شارة البداية | شارة النهاية |
| --- | --- |
| مين اللى قال الدنيا دى وسيّه؟ فيها عبيد مناكيد وفيها السيد سوّانا ربّ الناس سواسيه لاحدّ فينا يزيد ولايخسّ إيد جينا الحياة زىّ الندى أبرياء لارضعنا كدب ولا اتفطمنا برياء طب ليه رمانا السيف على الزيف؟ وكبف نواجهه غير بالصدق والكبرياء عيش يابن آدم بِكْر .. زىّ الشجر موت وإنت واقف زيّه, مطرحك ولاتنحنى لمخلوق, بشر أو حجر وشِدّ فوق مهما الزمان جرّحك | وتستمر الحياة بين ابتسامه وآه فيها اللى تاه فى دجاه واللى ضميره هداه وكل ضيقة بعدها وِسعه وآهى دى الحقيقه بس منسيّه وكلنا ولاد تسعه وبنسعى ودى مش وسيّه, الناس سواسيّه لملم جروحك ياحزين وامشى خطوه كمان وتخف آلامك واحلم بعين صاحيه ولا تنامشى غير لما تقطف زهر أحلامك |

## ما بعد التصوير
يروي يقول نجل الدكتور خليل حسن خليل  رفيق خليل (53 سنة)  أن والده غرس فيه حب الريف وأن يكون بارا بأسرته، وأنه بعد وفاة والده متواصل مع أسرته بقرية الرباعى، وأن والده كان لديه إصرار كبير لتحقيق هدفه بالرغم من عدم وجود إمكانيات. وأن والده كتب قصة حياته، من خلال 3 أجزاء الجزء الأول "الوسية" وأهداها للهيئة العامة للكتاب، وظلت لدى الهيئة لمدة 7 سنوات فى إجراءات الطباعة، وتم نشرها دون أن يعلم الدكتور خليل، وبعدها بدأ يشترى نسخ من الكتاب، ويوزعها على أصدقائه، لحد ما الكتاب اتعرف ودخل فى مسابقة وحصل على أحسن راوية سنة 1984، وتم اقتباسها في مسلسل عبر الراديو، وجسد شخصية خليل الفنان  "أحمد ذكى" وحقق المسلسل الاذاعي نجاحا كبيرا.
عندها قام المخرج إسماعيل عبد الحافظ، بعمله المسلسل التليفزيونى، جسد الجزء الأول من حياة والدى فى مسلسل الوسية، والجزء الثانى الوارثون يروى الحياة بمصر من سنة 1952 إلى 1970، والجزء الثالث السلطنة يروى التطور الذى طرأ على مصر من سنة 1970 إلى سنة 1980.، وكان هناك محاولات سنة 2011 لإعادة تمثيل الجزء الثانى من المسلسل، لكن المخرج توفى.